# روبن نيوتن
روبن نيوتن (بالإنجليزية: Robin Newton)‏ هو سياسي بريطاني، ولد في 21 ديسمبر 1945 ببلفاست في المملكة المتحدة. حزبياً، نشط في الحزب الديمقراطي الاتحادي.

## مناصب
- في انتخابات الجمعية التشريعية لأيرلندا الشمالية، 2003 [الإنجليزية]‏، انتخب عضو الجمعية التشريعية الثانية لأيرلندا الشمالية عن دائرة شرق بلفاست [الإنجليزية]‏ وقد انضم خلال فترته النيابية ‏ (26 نوفمبر 2003 – 30 يناير 2007)  للكتلة البرلمانية الحزب الديمقراطي الاتحادي.
- في انتخابات الجمعية التشريعية لأيرلندا الشمالية،  2007 [الإنجليزية]‏، انتخب عضو الجمعية التشريعية الثالثة لأيرلندا الشمالية عن دائرة شرق بلفاست [الإنجليزية]‏ وقد انضم خلال فترته النيابية ‏ (9 مارس 2007 – 24 مارس 2011)  للكتلة البرلمانية الحزب الديمقراطي الاتحادي.
- في انتخابات الجمعية التشريعية لأيرلندا الشمالية، 2011 [الإنجليزية]‏، انتخب عضو الجمعية التشريعية الرابعة لأيرلندا الشمالية ‏ عن دائرة شرق بلفاست [الإنجليزية]‏ وقد انضم خلال فترته النيابية ‏ (6 مايو 2011 – 24 مارس 2016)  للكتلة البرلمانية الحزب الديمقراطي الاتحادي.
- انتخب Member of the 5th Northern Ireland Assembly ‏ عن دائرة شرق بلفاست [الإنجليزية]‏ وقد انضم خلال فترته النيابية ‏ (12 مايو 2016 – 26 يناير 2017)  للكتلة البرلمانية Speaker of the Northern Ireland Assembly [الإنجليزية]‏.
- في 2016 Northern Ireland Assembly election [الإنجليزية]‏، انتخب Member of the 5th Northern Ireland Assembly ‏ عن دائرة شرق بلفاست [الإنجليزية]‏ وقد انضم خلال فترته النيابية ‏ (7 مايو 2016 – 11 مايو 2016)  للكتلة البرلمانية الحزب الديمقراطي الاتحادي.
- في انتخابات جمعية أيرلندا الشمالية 2017 [الإنجليزية]‏، انتخب Member of the 6th Northern Ireland Assembly ‏ عن دائرة شرق بلفاست [الإنجليزية]‏ وقد انضم خلال فترته النيابية ‏ (3 مارس 2017 – )  للكتلة البرلمانية الحزب الديمقراطي الاتحادي.